# Іван III Єрусалимський
Іоан III Єрусалимський (V століття – 523 рік) Патріарх Єрусалимський з 516 по 523 рік.

## Біографія
Батько - Маркіан.
Був першим єпископом Севастії (Вірменія). 
Змінив на Єрусалимському престолі патріарха Ілію I після того, як той був зміщений з посади намісником імператора Олімпієм. Приймаючи посаду, Іоан пообіцяв анафемувати Халкедонський собор і знову вступити в спілкування з Севером Антіохійським, однак після інтронізації відмовився від обох обіцянок.  За це потрапив у в'язницю за вказівкою Анастасія, наступника Олімпія.  Повернувся з ув'язнення з «неоднозначними висловлюваннями», однак продовжував проповідувати Халкедонську доктрину.  У 518 році, після смерті імператора Анастасія, Іоан скликав синод для ратифікації Халкедонського собору і піддав анафемі Севера Антіохійського.